# Mycomya circumdata
Mycomya circumdata är en tvåvingeart som först beskrevs av Rasmus Carl Staeger 1840.  Mycomya circumdata ingår i släktet Mycomya och familjen svampmyggor. Arten är reproducerande i Sverige. Inga underarter finns listade i Catalogue of Life.